# Voracia casuariniphaga
Voracia casuariniphaga là một loài côn trùng trong họ Lasiocampidae. Loài này được miêu tả khoa học đầu tiên.
Đây là loài gây hại của cây Casuarina junghuhniana, phát triển phổ biến ở Indonesia.